# (13351) Zibeline
(13351) Zibeline (1998 SQ145) – planetoida z grupy pasa głównego asteroid okrążająca Słońce w ciągu 3,38 lat w średniej odległości 2,25 j.a. Odkryta 20 września 1998 roku.